# هاري أتوود
هاري أتوود (بالإنجليزية: Harry Nelson Atwood Sr.)‏ هو طيار أمريكي، ولد في 15 نوفمبر 1883 في Roxbury, Boston ‏ في الولايات المتحدة، وتوفي في 14 يوليو 1967 في ميرفي في الولايات المتحدة.